# SHOW-SKA
ショースカ（しょーすか、漢字表記:湘須賀、昭須賀、英表記:SHOW-SKA）は、日本のSKAバンド。名称の由来は湘南出身、昭和音楽、SHOW TIMEのSKAバンド。管楽器を中心としたインストルメンタルがメイン。ROCK、POP、ムード歌謡、演歌、アニメと幅広く多数のアーティスト、タレントとのボーカルコラボレートを行っている。「西麻布CLUB YELLOW」マンスリー開催の「LOVE LOVE NIGHT」は8年間に渡り、その閉店迄レギュラー出演を務めた。現在は大御所ミュージシャン憩いのROCK BAR「南青山レッドシューズ」にて、奇数月第1土曜日に単独イベント「東京赤い街」を10年以上に渡り開催中。

## 概要・来歴
- 1993年 - 結成。
- 1996年 - 「東京スカパラダイスオーケストラ」新宿リキッドルームにてコーセーVISEジョイントメンバーオーディション本選に出演。
- 1997年 - 日清パワーステーションフロントアクトに出演アンコールに「ラッキー7」の合同セッション。
- 2000年 - 名門クラブイエローにて「DJドラゴン」オーガナイズ「LOVE LOVE NIGHIT」のレギュラーを08年迄の8年間、同クラブの閉鎖まで務める。
- 2008年 - 伝説のロックバー「レッドシューズ」にて自主定期イベントを開催中。タイトルの「東京赤い街」はSHOW-SKA初のオリジナル楽曲（鶴田作曲）の名称。
- 2009年 - ジェネオンエンターテイメントから「横SKA愚連隊東へ」でメジャー・デビュー。
- 2010年 - 以前からコラボレートをしていたNOB（CURIO）がボーカル、アルトサックスとして正式参加。
- 2011年 - 日テレ系「おはよん！」ウェザーテーマとしてオリジナル曲が2013年までの4クールで採用。
- 2014年 - ボーカルNOBがCURIO再始動で脱退後、フィーチャリングボーカルに下山 広史(THE COLTS初代ボーカル)を迎える。
- 2016年 - レッドシューズin名田庄にて、フィーチャリングボーカルに中村獅童を迎える。
- 2018年 - SHOW-SKA 25thAVイベントにて仲野茂、冷牟田竜之、矢沢洋子など多数のアーティストがゲスト参加。

## メンバー

### 現メンバー
アット!カマザワ（鎌沢 敦人、1970年11月30日 - ）
- トランペット担当。大阪府出身。血液型はO型。2002年より参加。作曲を手がける。

吉田 永（よしだ えい、1971年03月13日 - ）
- テナートロンボーン担当。神奈川県出身。血液型はB型。創設メンバー。

野崎 裕司（のざき ゆうじ、1968年09月22日 - ）
- テナーサックス担当。北海道出身。血液型はO型。1997年より参加。DJ「ノザキング」としての活動もしている。ホーンリーダー。

塩原 一央（しおばら かずお、1968年09月18日 - ）
- バリトンサックス担当。神奈川県出身。血液型はA型。創設メンバー。プロデューサー。所属事務所スリーエープロダクトの代表。バンドリーダー。

青木 雅弘（あおき まさひろ/青木 正博、1970年04月11日 - ）
- サイドギター担当。神奈川県出身。血液型はB型。創設メンバー。

BOB（ボブ/青木 芳史、1972年03月09日 - ）
- ベース担当。神奈川県出身。血液型はA型。創設メンバー。

中村 陽一（なかむら よういち、1983年10月11日 - ）
- キーボード担当。神奈川県出身。血液型はB型。2008年より参加。作曲を手がける。SHOW-SKA外でもバンド・アーティストサポートで活動。リズムリーダー。

黒田 佳宏（くろだ よしひろ、1980年02月07日 - ）
- ドラム担当。宮崎県出身。血液型はA型。2007年より参加。SHOW-SKA外でもバンド・アーティストサポートで活動。

田中 慎哉（たなか しんや、1983年3月15日 - ）
- リードギター担当。大阪府出身。血液型はA型。2017年より参加。ニックネームはタイゾー。

大畠 宏暢 (おおはた ひろのぶ、1969年11月15日 - )
- トロンボーン担当。東京都出身。血液型はA型。2025年より参加。

### 旧メンバー
袴田 克彦（はかまだ かつひこ）
- キーボード担当、95年脱退。

荻野 敏哉（おぎの としや）
- ソプラノサックス担当、96年脱退。

えびすバレンシア（赤根 雄一）
- ソプラノサックス担当、96年脱退。

高瀬 大介（たかせ だいすけ）
- テナーサックス担当、97年脱退。

ガッツ津賀沼（津賀沼 保訓）
- テナーサックス担当、97年脱退。

石井 暁（いしい あきら）
- パーカッション、97年脱退。

眼鏡伯爵（立石 光）
- パーカッション、アジテント担当、00年脱退。

もり ひろあき（森 浩章）
- ヴォーカル担当、00年脱退。

シンベ（関口 真一郎）
- トランペット担当、初代リーダー。00年脱退。

アミータ（三田 明弘）
- パーカッション担当、00年脱退。

安田さん（安田 秀法）
- ドラム担当、06年脱退。

山下 智弘（やました ともひろ）
- ドラム担当、07年脱退。

川畑 もいち（川畑 裕久）
- キーボード担当、09年脱退。

ギア（稲葉 恒太）
- アルトサックス担当、10年脱退。

NOB（大久保 光信）
- ボーカル、アルトサックス担当。元CURIO。ゲストボーカルを経て10年加入。CURIO再始動に伴い14年脱退。

鶴田 ジロー（鶴田 二郎）
- ギター担当、17年脱退。

岡野 義徳
- バストロンボーン担当、19年脱退

高瀬 健司
- アルトサックス担当、22年脱退

小野 健児（おの けんじ)
- テナーバストロンボーン担当、25年脱退

### コラボレート&サポートメンバー
遠藤久美子
- ボーカル、1998年08月西麻布クラブイエロー。1998年12月渋谷クラブフーラライブ参加。

広川太一郎
- 「Mr.Boo!インベーダー作戦」 MC、1998年08月レコーディング参加。

☆Spica☆（吉川ひなの/櫻田宗久）
- ボーカル、2001年03月西麻布クラブイエロー、08月渋谷AXライブ参加。

ERTE（秋山 佳代子）
- ボーカル、2001年08月「第七京浜高速道路開発計画創案」収録「傷だらけのアウトロー」から数々のレコーディングや西麻布クラブイエローに参加。

ウルトラス
- ボーカル。小室哲哉BACK UPによるワールドカップ2002公式サポーター応援ソングコンピレーションアルバム「ULTRAS 2002」収録「HELLO Mr.MONKEY～燃えてヒーロー 」レコーディング参加。

村田充
- ボーカル、2004年西麻布クラブイエロー参加。

ミーコ（中田 絵美子）
- ボーカル、2004年西麻布クラブイエローライブ参加。

ヨーキチ
- ボーカル、2005年新宿ロフトプラスワンライブ参加。

ERA
- サックス、2006年「スカニメーション」収録「薔薇は美しく散る」や西麻布クラブイエローに参加。

MAGUMI（LA-PPISCH）
- ボーカル、2005年05月横浜クウィンズスクエアより現在もクラブ各所にてライブ参加。

河相我聞
- ドラム、2005年04月西麻布クラブイエローライブ参加。

TAKA+BA-K（デリカテッセン）
- ボーカル、2005年11月「HEY!HEY!HEY!」エンディングテーマ「クリスマスキャロルが聞こえる頃には」レコーディング参加。

金子貴俊
- ボーカル、2006年04月～07月「カネコタカトシ歌謡ショウ」ライブ参加。

nozomi
- ボーカル、2014年07月「モテきゅん miracle girl」〜「恋学 by 街コンジャパン」公認ソング〜参加。

DUKE SHIMOYAMA（下山広史）
- ボーカル、2014年7月より不定期参加。

川平慈英
- ボーカル、2014年10月より不定期参加。

NOB
- ボーカル、アルトサックス、2010年より正式メンバー参加後、2014年脱退。2015年よりフィーチャリング不定期参加。

レイ・マストロジョバンニ
- ボーカル、2016年立川ファッションウィーク、フィーチャリング参加。

中村獅童
- ボーカル、2017年3月より不定期参加。

矢沢洋子
- ボーカル、2018年10月SHOW-SKA 25thAVにてスペシャルゲスト参加。

冷牟田竜之
- アジテーター、2018年10月SHOW-SKA 25thAVにてスペシャルゲスト参加。

仲野茂
- ボーカル、2018年10月SHOW-SKA 25thAVにてスペシャルゲスト参加。

マリア・テレサ・ガウ
- ボーカル、2022年9月より不定期参加。

なかねかな
- ボーカル、2024年5月「理解理解。」楽曲アレンジレコーディング参加。

土屋アンナ
- ボーカル、2024年10月東京赤い町スペシャルゲスト参加。

## 作品

### オリジナルアルバム
- 第七京浜高速道路開発計画創案（2001年3月5日・AAA-024）
- ACCESS ALL AREA（2004年6月11日・AAA-2225）
- 演奏の犬たち（2007年01月15日・AAAA-2113）
- 横SKA愚連隊 東へ （2009年2月4日・GNCL-1190）
- ロイヤルストレートフラッシュ（2011年11月2日・AAAC-1101）
- 続 横SKA愚連隊 血風録（2012年11月7日・AAAC-1201）
- THE MAGIC GANG（2013年11月6日・AAAC-1307）
- 湘南ダイヤモンドパーティー（2014/11/05・AAAC-1403)

- HISTORIC PALACE（2018年12月19日・AAAR-1902）

### ミニアルバム
- 鎌倉ラブソング（2011年6月29日）
- ATAMI GO!GO! '67（2000年5月1日・AAA-007）

- TIME AFTER TIME（2018年10月3日・AAAC-1801）
- SHOW ME. 愛 GOW（2024年7月3日・AAAR-2401）
- TO THE INFINITY !!（2023年10月11日・AAAR-2302）
- EVERYTHING GO !（2023年9月13日・AAAR-2301）

### シングル
- 星の海へ（1999年8月14日・AAA-777）
- 星の海へ復刻版（2001年3月13日・AAA-013）
- 無防備都市（2003年9月15日・AAAA-1517）
- 鎌倉ラブソング（2011年6月29日・AAAC-1101）
- サマーアゲイン（2012年6月28日・AAAR-1201）
- ラストリゾート（2013年7月3日・AAAR-1303)
- CHAMBARA MAN（2022年3月3日・AAAR-2201)

### コンピレーション
- カレーマニア/麗しのバタヴィア（2000年7月31日・AAA-077）
- ULTRAS 2002/HELLO Mr.MONKEY～燃えてヒーロー（2002年5月16日・YRCN-36502）
- COVERS!/ハチのムサシは死んだのさ（2003年2月5日・FLCF-3939）
- The Orchard Style two "Let's Party Buddy"/海(Inst Ver.)
- "裏打刑事(デカ) -登場編-"/あぶない刑事MEDLEY【冷たい太陽～あぶない刑事メインテーマ～TRASH】（2006年7月5日・GNCL-1066）
- SKANIMATION/薔薇は美しく散る （2006年9月6日・GNCL-1074）
- BEST CLASSIC SKA/交響曲第9番「歓喜の歌」 （2006年9月6日・GNCL-）
- "SKAINKIN'BEATLES(BLUE)"/Hey Jude （2007年1月24日・GNCL-1105）
- スカニメーションZ/愛・おぼえていますか （2007年6月27日・GNCL-1128）
- スカデーナイトフィーバー/君の瞳に恋してる （2007年8月22日・GNCL-1130）
- スカニメーションミニ/残酷な天使のテーゼ  （2008年6月25日・GNCL-1164）
- ベストヒット・スカニメーション/宇宙戦艦ヤマト（2008年11月15日）
- ザ・ベスト・オブ・SKAバー/宇宙戦艦ヤマト （2009年12月2日・GNCL-1230）
- ピンク・レゲエ/渚のシンドバッド （2011年5月18日・VICL-63726）

### 企画盤
- カレーマニア/麗しのバタヴィア（2000年7月31日・AAA-077）
- We are messenger!/MAGUMI(from.LA-PPISCH)、ERTE
- クリスマスキャロルの頃には/TAKA + BA-K from デリカテッセン （2005年12月07日・YRCN-10124）

### DVD
- SHOW-SKA 2006 SUMMER （2006年9月1日・AAAD-0001）
- THE DOG OF ENTERTAINMENT（2007年5月1日・AAAD-0003）
- Wear Red Shoes ! Tour in KANAZAWA（2010年1月20日・AAAD-0005）
- ENDLESS WAY（2010年12月23日・AAAD-0006）

### テーマ音楽
- 渋谷アートラッシュ「カレー展」/麗しのバタヴィア（2000年）
- 横浜カーニバル「ハマこい祭り」/ハマこいJACK!（2000年）
- 小室哲哉BACK UP「ワールドカップ2002公式サポーター」応援ソング/HELLO Mr.MONKEY～燃えてヒーロー（2002年）
- 日活「鈴木清順」監督作品「殺しの烙印」DVD発売CM/銀幕はGUN BLUE（2003年）
- 東京電力「電気のふるさと発見フェア」/電気のふるさと発見フェア（2004年）
- メッセンジャーサービス「T-serv」テーマソング/We are messenger!（2005年）
- CX系「HEY!HEY!HEY! MUSIC CHAMP」エンディングテーマ/クリスマスキャロルの頃には （2005年）
- 日テレ系「おはよん！」気象情報コーナー/Color of the SKaY～そらの色～ （2011年）
- 文化放送「まきしま範彦/高橋まさいちセットアップ」ウェザーテーマ/Color of the SKaY～そらの色～ （2011年）
- 日テレ系CS日テレ/BSスカパー「ＮＮＮ　日テレＮＥＷＳ２４」NEWS CLIP/L'amore di Michelangelo～ミケランジェロの恋心～ （2012年）
- 日テレ系CS日テレ/BSスカパー「ＮＮＮ　日テレＮＥＷＳ２４」NEWS CLIP/Smile （2012年）
- 日テレ系「おはよん！」気象情報コーナー/Sunny Airflow （2012年）
- 日テレ系「おはよん！」気象情報コーナー/ La Petite Vague （2013年）
- 日テレ系「おはよん！」気象情報コーナー/THE MED-地中海でYEAH YEAH YEAH! （2013年）
- 「恋学 by 街コンジャパン」公認ソング/モテきゅん miracle girl（2014年）
- 関東学院大学「未来ビジョン」3部作テーマ曲「第九」（2016年）
- グリコキャラクター『双子の魔法使いリコとグリ』テーマソングSKA.ver（2016年）
- 文化放送「昇々・ぴっかり☆ はまきんっサタデー」テーマソング/Color of the SKaY～そらの色～ （2020年,2021年）